# Nékmaria
Nekmaria (em árabe: نقمارية) é uma cidade e comuna localizada na província de Mostaganem, Argélia. De acordo com o censo de 2008, a população total da cidade era de 10 446 habitantes.